# Per-Ove Carlsson
Per-Ove Carlsson, född 4 april 1956 i Tofta socken, Gotland, död 29 april 1992 i Kiunga, Papua Nya Guinea (folkbokförd i Tofta), var en svensk dokumentärfilmare och frilansjournalist.
Carlsson reste i början av 1992 till Indonesien för att som förste svenske journalist dokumentera Västpapuas kamp för självständighet, samtidigt som Sverige exporterade vapen till Indonesien. Den 29 april påträffades Carlsson död i sitt rum på den katolska missionsskolan Monfort, i gruvstaden Kiunga i Papua Nya Guinea, nära gränsen till Indonesien. Inget saknades bland hans efterlämnade tillhörigheter, bortsett från det filmade material han samlat in under tre dagar tillsammans med Västpapuas befrielserörelse OPM.
Papuansk och svensk polis rubricerade dödsorsaken som självmord, en förklaring som hans anhöriga ihärdigt förkastat genom åren. Journalisten Thomas Petersson ifrågasatte på 1990-talet att det rörde sig om självmord, och har kritiserat svenska myndigheters hantering av fallet. Senare har även journalisterna Walter Repo och Michael Tjelder granskat fallet och visat att mycket talar för att Per-Ove Carlsson mördades. I mars 2013 publicerade journalisterna Ivar Andersen och Klas Lundström nya uppgifter i tidskriften Filter som pekar på att Carlsson bragtes om livet i en komplott mellan såväl indonesisk som papuansk säkerhetstjänst. De nypublicerade uppgifterna har väckt de anhörigas hopp om att svenska myndigheter kan komma att öppna fallet på nytt.
Carlsson, som var ogift, gravsattes den 5 augusti 1992 på Norra kyrkogården i Visby.